# Buitinga nigrescens
Buitinga nigrescens är en spindelart som först beskrevs av Lucien Berland 1920.  Buitinga nigrescens ingår i släktet Buitinga och familjen dallerspindlar. Inga underarter finns listade.